# 寶可夢 心金／魂銀
《寶可夢 心金》和《寶可夢 魂銀》是寶可夢系列第四世代的電子角色扮演遊戲，為1999年的遊戲《寶可夢 金／銀》的重製版，由Game Freak開發，寶可夢公司發行，在任天堂DS平台上運行。遊戲於2009年9月12日於日本開賣，並在2010年3月起於其他地區發行。
《寶可夢 心金》和《寶可夢 魂銀》的故事背景是寶可夢世界裡的城都地區，玩家的目標是透過蒐集該地區裡各種被稱為寶可夢的虛構生物，並擊敗其他的寶可夢，藉此成為最優秀的寶可夢訓練家。遊戲總監森本茂樹表示遊戲的目標兼顧新舊世代的玩家，這兩款遊戲銷量絕佳且獲得諸多好評。兩款遊戲合計銷量達到1272萬份，是第八暢銷的任天堂DS遊戲。

## 遊戲機制
《寶可夢 心金》和《寶可夢 魂銀》是具有冒險元素的角色扮演遊戲，遊戲機制維持著與該系列作品的主系列遊戲相同的基調，採用第三人稱鳥瞰視角，與地圖、戰鬥畫面與目錄選單三項主要畫面，其中玩家可在目錄選單中調整隊伍的安排、檢視背包中的道具、改變遊戲設定、檢視寶可夢圖鑑或存檔。玩家會在遊戲開始時獲得一個寶可夢，並使用精靈球捕獲更多的寶可夢。當玩家隨機遭遇到野生的寶可夢，或與遊戲中的非玩家角色（NPC）展開戰鬥時，螢幕就會跳轉至回合制的戰鬥畫面。在戰鬥中，玩家可以命令寶可夢使用招式對戰、使用道具、替換寶可夢或逃跑（但非玩家角色的對戰不能逃跑）。每隻寶可夢都有各自的生命值，當一隻寶可夢的生命值降到零時時就失去戰鬥能力。而當玩家的寶可夢擊敗對方的寶可夢時可獲得經驗值，累積一定的經驗值即可提升等級，多數寶可夢會在達到一個特定等級或滿足某些特定條件時進化。

### 新功能
《心金》和《魂銀》可以讓玩家的寶可夢隊伍中的第一個寶可夢跟隨在角色的後方，這項功能與《寶可夢 皮卡丘》中讓皮卡丘跟隨在角色後方的功能類似。遊戲中還有名為「寶可夢全能競技賽」的小遊戲，可以讓寶可夢參加各式體育競賽。在日本版的遊戲裡有吃角子老虎機，而國際版將其改為一款混合《Nonogram》了和《踩地雷》的遊戲「Voltorb Flip」。遊戲中還有一項功能是將背景音樂改為《寶可夢 金／銀》中的8位元配樂。

### 與其他設備的連接性
《心金》和《魂銀》可以透過任天堂Wi-Fi連接（已在2014年結束營運）與使用《寶可夢 鑽石》、《寶可夢 珍珠》或《寶可夢 白金》的其他玩家進行戰鬥、交換寶可夢等互動。

## 遊戲情節

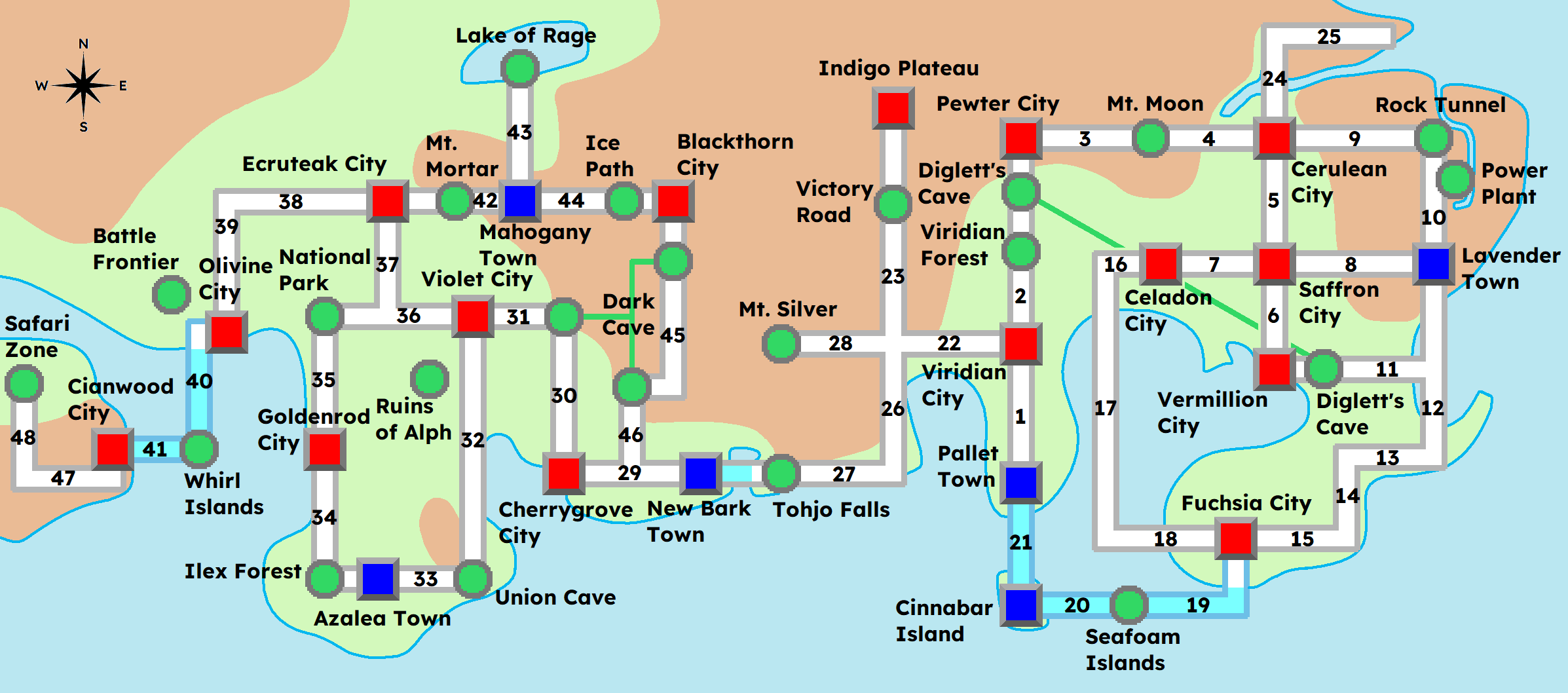
關都地區和城都地區地圖

《心金》和《魂銀》的故事舞台與《寶可夢 金》、《寶可夢 銀》相同，發生在寶可夢世界的關都地區和城都地區，居住在城都地區若葉鎮的主角是一個年輕的寶可夢訓練家，會從空木博士的研究所獲得初學者寶可夢和圖鑑，並開始他的冒險。遊戲的目標是讓主角在城都地區和關都地區四處蒐集寶可夢，擊敗各地的道館館主，蒐集城都徽章並挑戰聯盟，在擊敗了聯盟的四天王及冠軍和關都的所有道館館主後，玩家可以在白銀山的山頂與赤紅對決。
玩家會與宿敵小銀多次交戰，也會與犯罪組織火箭隊對抗，火箭隊過去曾經被《寶可夢 火紅／葉綠》的主角擊敗並一度潰散，首領阪木也不知去向，火箭隊的殘黨試圖透過佔領廣播電台，發出訊息聯絡阪木。
遊戲除了重製《寶可夢 金／銀》，也結合了《寶可夢 水晶》的情節，例如劇情著重於描寫其中一個傳說寶可夢水君，也有對戰開拓區、夥伴公園等設施。

## 開發
《心金》和《魂銀》是在距離《金》和《銀》發布後十年，即在2009年發布。遊戲總監森本茂樹表示「我在製作重製版時始終牢記必須尊重十年前那些玩過《金》和《銀》的玩家，我相信玩家都還會記得遊戲裡的內容，例如可能會想像『我記得這個訓練家很強』、『我記得我在這裡做這件事時會發生某件事』，而我必須尊重這些感受。」不過森本也知道他必須讓遊戲充滿新鮮感。在遊戲中，位於關都地區玉虹市的Game Freak總監表示團隊盡力打造一款遊戲，除了吸引有著美好回憶的玩家，且不是讓玩家把同一件事做兩次，也讓玩家的努力得到回報。因此《心金》和《魂銀》有著許多《金》和《銀》沒有的功能，這其中有部分功能來自於先前的《鑽石》、《珍珠》和《白金》。森本茂樹在提及原作和重製版的區別時表示，《心金》和《魂銀》故事的主題之一是訓練家和寶可夢之間的聯繫，而我們認為「心金」和「魂銀」這兩個標題很適合表達這個主題。

### 銷售
最早在2009年5月時就有關於《金》、《銀》重製的流言傳出，在當時的電視節目《寶可夢☆星期天》中，任天堂表示將於下一次節目宣布獨家消息，1UP.com的克里斯／皮格納從過去重製《紅》、《綠》的先例，以及節目背景懸掛的金色、銀色迪斯可球推測任天堂將重製《金》和《銀》。數日後，任天堂正式宣布將重製《金》、《銀》，公布新遊戲的名稱是《心金》和《魂銀》，並公布新的官方標誌，但並沒有透露太多細節。這兩款遊戲在《金》和《銀》於日本發行十周年時，也就是2009年9月12日於任天堂DS發售。
在2009的寶可夢世界錦標賽上，任天堂表示《心金》和《魂銀》預定於1月到3月左右於北美發行，澳洲在4月發行，而歐洲在5月或6月發行，發言人表示，在錦標賽上公布這些消息，可以讓訊息直接傳達給那些有著寶可夢之心和魂的廣大愛好者。任天堂在英文網站消息的文字中嵌入了新作標題，透露出遊戲中不但有更優異的聲光效果，可透過DS的觸控螢幕進行互動，還有諸多的驚喜。自2010年2月27日起至3月13日，電子遊戲發行商GameStop舉辦了促銷活動，開放《鑽石》《珍珠》或《白金》的玩家透過遊戲功能免費取得寶可夢基拉祈，也可以使用Wi-Fi下載到「皮卡丘色皮丘」，如果把這隻皮丘帶進《心金》或《魂銀》遊戲裡的桐樹林，可以獲得「刺刺耳皮丘」。

## 評價

### 評價
自重製消息公布伊始，便有不少愛好者在網路上發布了相關評論。IGN的編輯傑克／德弗利斯認為，重製版的目的在於使遊戲與《鑽石》、《珍珠》連線，進而使得玩家可以取得在那兩款遊戲中無法獲得的舊寶可夢，他也對新遊戲是否能扛得起舊作的光環抱持著懷疑。他表示「我認為《金》和《銀》非常傑出，因為它引入許多新功能，和系列作其他作品相比，《金》和《銀》是全系列裡，有著相較於前一作品以來最大的躍進」。他指出那些新功能包括更優秀的色彩效果、時鐘功能、寶可夢培育系統和「寶可夢齒輪」功能。德弗利斯在數個月後遊玩了遊戲，並追加評論「儘管這一切都很熟悉和公式化，但我仍然喜歡我的體驗。」
遊戲獲得了很優異的評價，在Metacritic上的總得分是87分，名列前二十大最佳DS遊戲之一，日本遊戲雜誌《Fami通》綜合了四名評論家的分數，給遊戲打出37分（滿分40分），四人之中有三人給出9分，另一人給出滿分。評論提到遊戲有著《金》和《銀》的高品質，不過並沒有非常驚奇的地方。《任天堂力量》也給遊戲打出了最高分，不過也批評遊戲中的寶可夢的動畫沒有改善，也認為該遊戲的重玩價值不是太高。《官方任天堂雜誌》認為這款作品是最出色的《寶可夢》遊戲。《Game Informer》的安妮特／岡薩雷斯評論：「雖然在先前作品中一再出現的寶可夢經典套路在《心金》中一樣發揮得很好，但我還是希望有一個新的《寶可夢》遊戲可以打破這個公式，開創出新領域。」
IGN的克雷格／哈里斯認為，遊戲的標題就好像填空遊戲，讓人對《寶可夢》新遊戲的期待更具耐心，《Destructoid》表示，這款遊戲本質上是多年前的那款舊作，但它仍然設法展現出新穎的魅力，新增的功能也加強了遊戲體驗。《1UP.com》的賈斯汀／海瓦爾德表示：「《心金》和《魂銀》輕而易舉地成為迄今為止最優秀的《寶可夢》遊戲」。VideoGamer.com的評論家傑明／史密斯指出《心金》和《魂銀》堪稱完美，並認為《寶可夢》已經無法再更進一步了。Eurogamer的凱薩／麥當勞指出《心金》和《魂銀》繼承了過去所有《寶可夢》遊戲的優點，並改進了寶可夢的設計和戰鬥系統，他在滿分10分中給該遊戲打了9分。GamePro的麥金利／諾貝爾認為這款遊戲對於新玩家和舊玩家而言都是完美的體驗。GameZone的克里夫／貝克霍恩三世認為這兩款遊戲世全系列的巔峰之作。負評方面，GameSpot的納森／梅尼爾認為遊戲缺乏創新，GamesRadar認為這兩款遊戲之所以成功，只是因為它們重製了過去的傑作。

### 銷量
在日本開賣後兩天，遊戲的銷量達到148萬份，取得該週排行之冠，在兩週內，遊戲銷量達到200萬。截至2009年12月18日，遊戲在日本的總銷量超過322萬份。遊戲在澳洲發售後，一周內售出5萬份以上。在美國，遊戲發售後第一個月的總銷量為173萬份，《魂銀》賣出101萬份、《心金》賣出76萬份。這樣的銷量使其成為2010年3月最賣座的遊戲。截至2010年5月6日，遊戲的全球總銷量達到840萬，至同年7月時超過1000萬。
本作在全球的總銷量為1272萬份，是第八暢銷的任天堂DS遊戲。

## 外部連結
- 官方网站 （日語）